# Beningen
De Beningen is een benaming voor de plek waar de waterweg het Spui in het Haringvliet uitkomt. De Beningen ligt tussen de westpunt (in de gemeente Nissewaard) van de Hoeksche Waard en de zuidpunt (in de gemeente Korendijk) van Voorne-Putten, in de Zuid-Hollandse delta.